# The Very Best Of KAEUTA MEDLEY
『The Very Best Of KAEUTA MEDLEY』（ザ・ベリー・ベスト・オブ・カエウタ・メドレー）は、嘉門タツオ（旧名・嘉門達夫）の6作目のベスト・アルバム。1996年9月28日にビクターエンタテインメントから発売された。

## 概要
前作『伝家の宝刀』から9か月振りに発売された。
1991年発売「替え歌メドレー」から1996年迄に発表された、”替え歌メドレーシリーズ”の楽曲が収録。
嘉門が翌1997年よりDAIPRO-Xに移籍したため、本作は7年在籍したビクターからの最後のアルバム。

## 収録曲
1. ショート・ソング1 〜 「開いた口」
作詞：荷塚虎太郎、作曲：嘉門達夫
2. 替え唄メドレー
脚色：嘉門達夫、編曲：新田一郎
15枚目のシングル。
3. 替え唄メドレー2
脚色：嘉門達夫、編曲：新田一郎
16枚目のシングル。
4. ショート・ソング2 〜 「下腹部」
作詞：荷塚虎太郎、作曲：嘉門達夫
5. 替え唄メドレー3 (完結篇)
脚色：嘉門達夫、編曲：新田一郎
17枚目のシングル。
6. 帰って来た替え唄メドレー4
脚色：嘉門達夫、編曲：新田一郎
18枚目のシングル。
7. ショート・ソング3 〜 「テレホン電話相談室」
作詞:嘉門達夫 & 参勤交代、作曲：嘉門達夫
8. デュエット替え唄メドレー
脚色：嘉門達夫、編曲：新田一郎、歌：嘉門達夫 & 浅田美代子
20枚目のシングル。アルバム初収録。
9. サザン替え唄大メドレー
脚色：嘉門達夫、編曲：工藤隆
30枚目のシングル。シングルバージョンはアルバム初収録。
10. ショート・ソング4 〜 「しゃぶしゃぶ」
作詞：荷塚虎太郎、作曲：嘉門達夫
11. TK替え唄メドレー
脚色：嘉門達夫、編曲：新田 "ヨロシク" 一郎・林有三
35枚目のシングル。アルバム初収録。
12. TK替え唄メドレー2
脚色：嘉門達夫、編曲：工藤隆
36枚目のシングル。アルバム初収録。
13. ショート・ソング5 〜 「男と女」
作詞・作曲：嘉門達夫